# Mitchell Jay Feigenbaum
Mitchell Jay Feigenbaum (ur. 19 grudnia 1944 w Filadelfii, zm. 30 czerwca 2019 w Nowym Jorku) – amerykański fizyk i matematyk, największą popularność zawdzięcza matematyce i badaniu teorii chaosu – odkrycie nowej stałej matematycznej, później nazwanej jego nazwiskiem.

## Życiorys

### Dzieciństwo i dorastanie
Syn polsko-ukraińskich żydowskich emigrantów. Pomimo faktu, że zdawanie egzaminów przychodziło mu z łatwością, nie mógł odnaleźć się w szkołach Tilden High School w Brooklynie ani City College w Nowym Jorku. W końcu rozpoczął studia w Massachusetts Institute of Technology w 1964 roku. Chociaż rozpoczynał je na kierunku inżynierii elektrycznej, to zmienił kierunek na fizykę, po czym w 1970 obronił doktorat na tym kierunku na temat „thesis on dispersion relations”.

### Praca
Po krótkim pobycie na uniwersytecie w Cornell i na Politechnice i Uniwersytecie Stanowym Wirginii, zaoferowano mu długoterminowy kontrakt w Los Alamos w badaniu turbulencji. Chociaż Feigenbaum oraz grupa naukowców, w której pracował nie była w stanie rozwikłać niesamowicie trudnej teorii turbulencji w cieczach, to jego odkrycia zaprowadziły go do studiowania chaotycznej kartografii.
Od 1986 był profesorem Toyoty na Uniwersytecie Rockefellera.

## Osiągnięcia
W 1975 Feigenbaum, wykorzystując komputer HP-65, odkrył, że współczynnik różnicy pomiędzy kolejnymi przybliżeniami wartości przy których pojawia się bifurkacja, oscyluje około stałej liczby 4,6692. Pokazał także, że takie samo zachowanie i ta sama stała pojawia się w szerokiej klasie matematycznych funkcji mających silny związek z chaosem. Stała Feigenbauma pozwoliła matematykom na pierwszy olbrzymi krok do odkrywania pozornie trudnych „losowych” zachowań systemów chaotycznych.
Ten „współczynnik konwergencji” jest dziś znany pod nazwą stała Feigenbauma.

## Nagrody i wyróżnienia
W 1983 otrzymał nagrodę MacArthur Fellowship. W 1986 został uhonorowany Nagrodą Wolfa w fizyce.